# عبد اللطيف بن راشد الزياني
الدكتور عبداللطيف بن راشد الزياني (مواليد 15 أبريل 1954) مهندس وعسكري سابق بحريني ، وزير الخارجية منذ 11 فبراير 2020، وشغل قبلها منصب أمين عام مجلس التعاون لدول الخليج العربية خلال الفترة 1 أبريل 2011 حتى 31 يناير 2020.  

## النشأة والتعليم
ولد الزياني في مدينة المحرق بمملكة البحرين. تخرج من أكاديمية ساندهيرست العسكرية الملكية في المملكة المتحدة في عام 1973. وهو أيضا خريج برنامج هندسة الطيران من جامعة بيرث في اسكتلندا في عام 1978. حصل على شهادة الماجستير في الإدارة اللوجستية من معهد القوات الجوية للتكنولوجيا في دايتون بولاية أوهايو الأمريكية في عام 1980. كما حصل على شهادة الدكتوراه في بحوث العمليات من كلية الدراسات العليا للبحرية من مونتيري بولاية كاليفورنيا في عام 1986. حضر دورات في القيادة والأركان العامة في فورت ليفنوورث كانساس في عام 1988 وحصل على سيف الشرف إلى جانب لقب الماجستير من الجيش الأمريكي. في وقت لاحق حضر دورة قادة في برنامج التنمية في جامعة هارفارد في عام 2008.

## مسيرته
أصبح ضابطا في قوة دفاع البحرين في عام 1973. تقاعد في 2 يونيو 2004. تم تعيينه رئيس الأمن العام برتبة لواء في وزارة الداخلية في 2 يونيو 2004. رقي إلى رتبة فريق ركن في 10 يونيو 2010. وبعد ذلك تم تعيينه مستشاراً في الديوان العام لوزارة الخارجية برتبة وزير في 10 يونيو 2010. كما عمل محاضر في جامعة الخليج العربي وأستاذ الرياضيات والإحصاء في جامعة ميريلاند في البحرين وأستاذ الأساليب الكمية في جامعة البحرين.
في 1 أبريل 2011 تم تعيين عبداللطيف الزياني أميناً عاماً لمجلس التعاون الخليجي. في البداية رشحت البحرين مرشح آخر وهو محمد إبراهيم المطوع لهذا المنصب، ولكن نظرًا لاعتراض قطر القوي له بسبب الحملة الإعلامية التي قام فيها في التسعينات عندما كان وزيرًا للإعلام فقد تم ترشيح الزياني في وقت لاحق من قبل البحرين لهذا المنصب في مايو 2010. الزياني حل محل القطري عبد الرحمن العطية في هذا المنصب. وانتهت فترته في 31 يناير 2020.
في 11 فبراير 2020 أصدر الملك حمد بن عيسى ال خليفة ملك البحرين مرسوماً بتعينه وزيراً للخارجية
في عام 2020 منحته السعودية وشاح الملك عبد العزيز من الدرجة الثانية
في 15 أيلول/سبتمبر 2020، وقع الزياني على اتفاقية التطبيع الرسمية بين البحرين وإسرائيل في حفل توقيع في البيت الأبيض في واشنطن.

## الأوسمة والأنواط
حصل عبد اللطيف الزياني على بعض الأوسمة ومنها:
- وسام الكفاءة من الدرجة الثانية.
- وسام تقدير الخدمة العسكرية من الدرجة الأولى.
- وسام البحرين من الدرجة الثالثة.
- وسام الشيخ عيسى من الدرجة الثالثة.
- وسام البحرين من الدرجة الثانية.
- وسام الواجب العسكري.
- وسام حوار الدرجة الأولى.
- وسام تحرير الكويت الدرجة الثالثة.
- نوط تحرير الكويت.
- نوط الأمن للعمل المميز من الدرجة الأولى.
- وسام البحرين من الدرجة الأولى.
- وشاح الملك عبدالعزيز من الدرجة الثانية[22][23]